# スウィフト・エックスアイ
スウィフト・エックスアイ株式会社（英: Swift Xi Inc.）は、航空宇宙工学サービスを主な事業としている合弁事業。本店は兵庫県神戸市。アメリカ合衆国のスウィフト・エンジニアリングと神戸情報大学院大学が共同出資し、設立された。主なサービスは完全自律行動型ロボティクス技術を活用したデータ提供である。代表取締役会長はヒロ松下。

## サービス内容
- UASの販売・リース・保守
- UASから得た各種データの提供（測量・画像解析データ等）
- 研究及びコンサルティング業務（自動車工学・航空宇宙工学分野）
- ソフトウェアの開発・販売

## 経営陣

### ヒロ松下
日本の実業家、元レーシングドライバーあるヒロ松下は代表取締役会長 & CEO。現在は南カリフォルニアに本拠を置く、アメリカ合衆国の自動車・航空部品メーカー・航空宇宙工学会社およびレースカーやエアロスペース関係の設計・製造を行うスウィフト・エンジニアリング（英語名：Swift Engineering Inc.）にて会長兼CEOを務める。

### ニック・バルア
日本の兵庫県在住の実業家、物理学者あるニック・バルアは最高執行責任者 (COO)。
イェール大学で物理学の理学士号を取得した後、バルアはカリフォルニア工科大学科大学に通い、天体物理学の修士号を取得した後、ジョンソン宇宙センター（JSC）に物理学者として参加した。

## 3次元空間情報基盤に関する研究開発
スウィフトは、NEDO（新エネルギー・産業技術総合開発機構）が公募した「産業DXのためのデジタルインフラ整備事業/3次元空間情報基盤に関する研究開発」で、共同提案事業「情報容量が可変するセマンティックデータ連携空間IDからなる３次元空間情報基盤構築と基盤を通じた二拠点でのドローン自律移動の安全・効率的な運行の実現」を受託した。基本計画では空間IDを共通インデックスとして多種多様な空間情報を検索・統合して活用することを容易化・効率化するとともに、空間情報を機械が判読可能な形式で提供することにより、ドローンや自動配送ロボット、自動運転車等自律移動ロボットの安全・効率的な運航を実現し、空間IDを活用した新たな価値創出を目指す。